# Stanisław Bidziński
Stanisław Bidziński herbu Janina – stolnik wendeński w latach 1701-1710.
Jako poseł województwa sandomierskiego był uczestnikiem Walnej Rady Warszawskiej 1710 roku.
Pochowany u franciszkanów reformatów w Sandomierzu 4 maja 1727 roku.